# Ferdynand Feldman

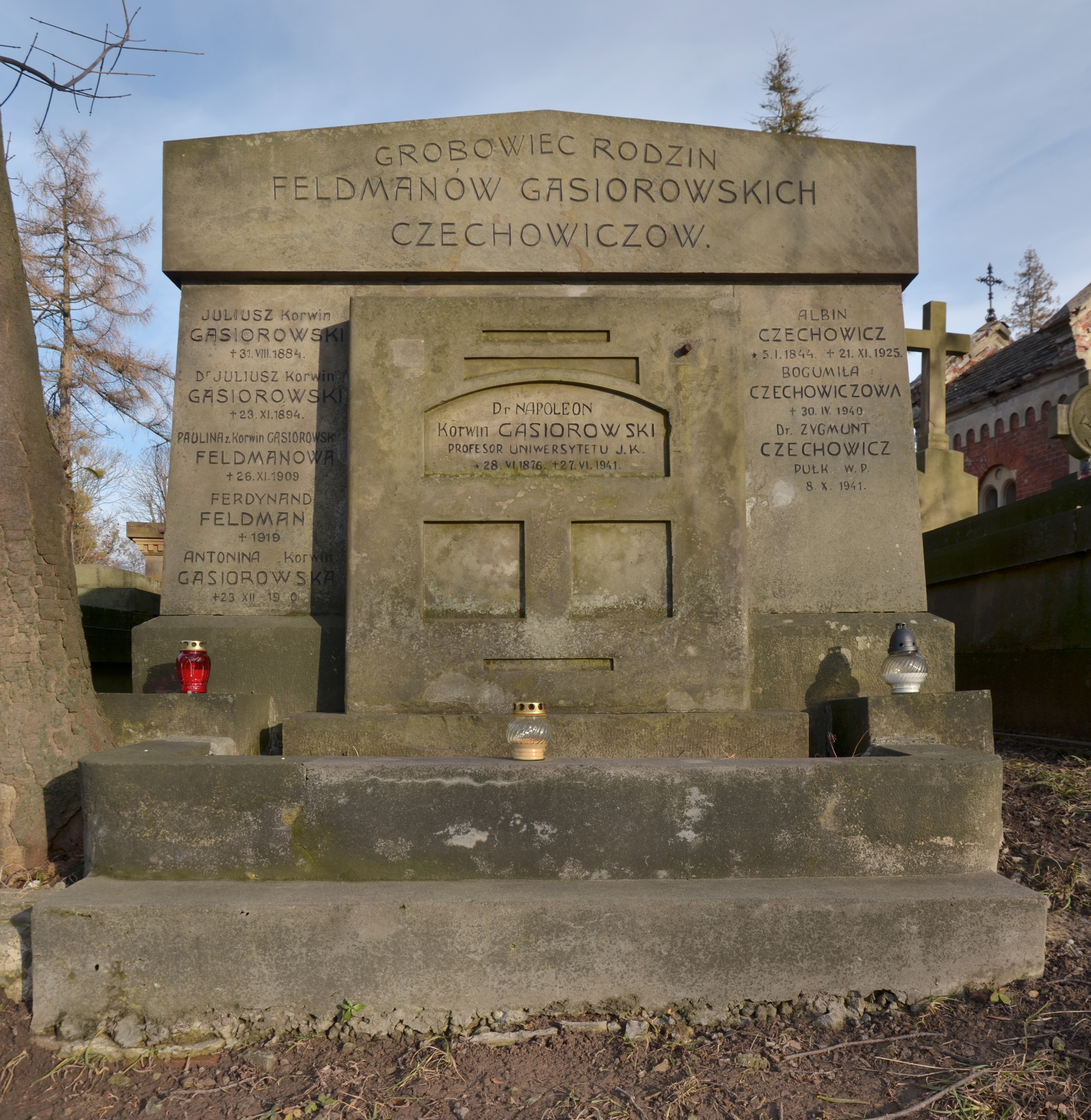
Grobowiec Feldmanów, Gąsiorowskich i Czechowiczów na cmentarzu Łyczakowskim

Ferdynand Feldman (ur. 1862 w Krakowie, zm. 3 czerwca 1919 we Lwowie) – aktor teatralny znany ze scen polskich na przełomie XIX/XX wieku.

## Życiorys
Urodził się w rodzinie pochodzących z Węgier Żydów, jako syn Hermanna (c. k. inspektor policji w Krakowie) i Fenny Feldmanów. Studiował w krakowskiej Akademii Sztuk Pięknych, a następnie w szkole dramatycznej Derynga w Warszawie. Od 1881 występował w teatrze krakowskim, grając początkowo role lokajów. Z uwagi na posturę (był niski i krępy) zdobywał początkowo powodzenie w komediach, farsach i operetkach.
Grał w warszawskich teatrach ogródkowych, w Krakowie, Poznaniu, Lublinie, Częstochowie, Łodzi. W 1890 został zaangażowany do zespołu Teatru Wielkiego we Lwowie, gdzie występował przez dwadzieścia pięć lat. W latach 1916–19 pracował w Teatrze im. Juliusza Słowackiego w Krakowie.
Uwagę krytyków przykuły jego kreacje w utworach Aleksandra Fredry (grywał Beneta, Szambelana, Geldhaba, Radosta). Często odtwarzał postać Napoleona Bonaparte. Tadeusz Pawlikowski zaczął jednak obsadzać aktora w rolach dramatycznych, co pozwoliło Feldmanowi na pełny rozwój talentu. Jego największe role to Bos w Nadziei i Bezsiemionow w Mieszczanach. Aktor odznaczał się świetną dykcją, za pomocą gestu i mimiki znacząco różnicował swoich bohaterów, budował postać za pomocą drobnych szczegółów i rekwizytów.
Został pochowany na cmentarzu Łyczakowskim we Lwowie.

## Życie prywatne
Mąż śpiewaczki operowej Katarzyny Feldman, ojciec aktorki Krystyny Feldman. Był Żydem, przed małżeństwem z Katarzyną Sawicką przyjął katolicki chrzest.